# Chung kết UEFA Europa League 2025
Chung kết UEFA Europa League 2025 là trận đấu cuối cùng của mùa giải UEFA Europa League 2024–25, mùa giải thứ 54 của giải đấu cấp câu lạc bộ hạng hai châu Âu do UEFA tổ chức, và là mùa thứ 16 kể từ khi giải được đổi tên từ Cúp UEFA (UEFA Cup) thành UEFA Europa League. Đây là trận chung kết đầu tiên diễn ra dưới thể thức mới, khi không có đội bóng nào từ Champions League rơi xuống tranh tài. Trận đấu diễn ra tại sân San Mamés, thành phố Bilbao (Tây Ban Nha) vào ngày 21 tháng 5 năm 2025, giữa hai đại diện đến từ nước Anh là Tottenham Hotspur và Manchester United. Đây là lần thứ 11 trong lịch sử giải đấu có một trận chung kết toàn quốc gia, và là lần thứ 3 hai đội bóng Anh góp mặt trong trận đấu cuối cùng.
Tottenham Hotspur đã giành chiến thắng tối thiểu 1–0 bằng bàn thắng duy nhất của Brennan Johnson, qua đó đăng quang ngôi vô địch UEFA Cup/Europa League lần thứ ba trong lịch sử. Đây cũng là danh hiệu châu Âu đầu tiên của “Gà trống” kể từ năm 1984, và là chiếc cúp đầu tiên của họ kể từ chức vô địch Cúp Liên đoàn Anh năm 2008. Với chiến tích này, Spurs đã cân bằng thành tích với Liverpool, trở thành đội bóng Anh giàu thành tích nhất tại sân chơi này, và đồng thời đứng thứ hai về số lần vô địch toàn giải – ngang hàng với Inter Milan, Juventus và Atlético Madrid. Chức vô địch cũng giúp Tottenham giành vé vào vòng phân hạng UEFA Champions League 2025–26, đồng thời giành quyền tham dự trận Siêu cúp châu Âu 2025 với nhà vô địch UEFA Champions League 2024–25.

## Bối cảnh

### Các đội bóng
Tottenham Hotspur bước vào trận chung kết UEFA Cup/UEFA Europa League lần thứ tư trong lịch sử, và đây cũng là lần đầu tiên họ góp mặt ở trận đấu cuối cùng kể từ khi giải đấu được đổi tên vào năm 2009. Tính rộng ra, đây là lần thứ sáu Tottenham góp mặt ở một trận chung kết cấp châu lục, sau khi từng chơi một trận chung kết Champions League (thua năm 2019), một trận chung kết Cúp C2 (thắng năm 1963 – qua đó trở thành đội bóng Anh đầu tiên vô địch châu Âu), và ba lần vào chung kết UEFA Cup (vô địch năm 1972 – mùa giải đầu tiên, và 1984; thất bại năm 1974). Lần gần nhất Tottenham giành chiến thắng trong một trận chung kết là từ năm 2008, khi họ nâng cao chiếc Cúp Liên đoàn Anh. Kể từ đó, đội bóng này đã trải qua chuỗi trận toàn thua ở các trận chung kết: ba lần ở Cúp Liên đoàn (2009, 2015, 2021) và một lần ở Champions League (2019).
Trong khi đó, Manchester United bước vào trận chung kết các giải đấu châu Âu lần thứ chín trong lịch sử, thành tích chỉ thua kém Liverpool. “Quỷ đỏ” từng ba lần vô địch European Cup/Champions League (1968, 1999 và 2008) và để thua hai lần (2009, 2011). Họ cũng từng vô địch UEFA Cup Winners' Cup (1991), hai lần vào chung kết Europa League (thắng năm 2017, thua năm 2021). bốn lần tranh Siêu cúp châu Âu (thắng 1991, thua các năm 1999, 2008 và 2017).
Đây là trận chung kết toàn Anh thứ ba trong lịch sử UEFA Cup/Europa League, sau các trận chung kết năm 1972 giữa Tottenham và Wolverhampton Wanderers, và năm 2019 giữa Arsenal và Chelsea. Tính rộng ra, đây là trận chung kết toàn Anh thứ sáu trong ba giải đấu cấp CLB hàng đầu của UEFA. Dựa trên hệ số xếp hạng UEFA, việc hai đội bóng Anh góp mặt ở chung kết đồng nghĩa với việc Premier League sẽ có 6 suất dự Champions League 2025–26, một kỷ lục chưa từng có trong lịch sử.
Tính đến trước trận chung kết, hai đội đã gặp nhau tổng cộng 204 lần, với ưu thế nghiêng hẳn về phía United: thắng 95, thua 57. Họ từng hai lần gặp nhau trong các trận đấu tranh danh hiệu – Siêu cúp Anh 1967 và chung kết Cúp Liên đoàn Anh 2009 – cả hai đều kết thúc với tỷ số hòa sau 90 phút, nhưng Manchester United đã thắng Tottenham trên chấm luân lưu ở trận chung kết Cúp Liên đoàn. Ở đấu trường châu Âu, lần duy nhất hai đội đụng độ là năm 1963, khi United loại Tottenham ở vòng hai UEFA Cup Winners' Cup, dù Spurs là đương kim vô địch.
Tại Premier League mùa giải 2024–25, Tottenham đã đánh bại United ở cả hai lượt trận, thắng 3–0 ngay tại Old Trafford và 1–0 tại sân nhà Tottenham Hotspur Stadium. Họ còn loại “Quỷ đỏ” khỏi tứ kết Cúp Liên đoàn với chiến thắng kịch tính 4–3. Trước thềm chung kết, giới truyền thông đổ dồn sự chú ý vào phong độ yếu kém của cả hai CLB ở giải quốc nội. Cả Tottenham lẫn Manchester United đều xếp ngay trên nhóm xuống hạng, và chắc chắn sẽ kết thúc mùa giải ở nửa dưới bảng xếp hạng Premier League. Vì vậy, trận chung kết được xem là "cơ hội cuối cùng" cho cả hai – đội nào thua sẽ vắng mặt hoàn toàn ở cúp châu Âu mùa sau, còn đội thắng sẽ "cứu vãn mùa giải" bằng tấm vé dự Champions League.

### Tương quan thành tích
Trong bảng sau đây, các trận chung kết đến năm 2009 thuộc kỷ nguyên Cúp UEFA, kể từ năm 2010 trở đi thuộc kỷ nguyên UEFA Europa League.
| Đội               | Các lần tham dự trận chung kết trước (in đậm thể hiện năm vô địch) |
| ----------------- | ------------------------------------------------------------------ |
| Tottenham Hotspur | 3 (1972, 1974, 1984)                                               |
| Manchester United | 2 (2017, 2021)                                                     |

## Đường đến trận chung kết
Ghi chú: Trong tất cả các kết quả dưới đây, tỉ số của đội lọt vào chung kết được đưa ra trước tiên (N: sân nhà; K: sân khách).
| VT | Đội                 | ST | Đ  |
| -- | ------------------- | -- | -- |
| 2  | Athletic Bilbao     | 8  | 19 |
| 3  | Manchester United   | 8  | 18 |
| 4  | Tottenham Hotspur   | 8  | 17 |
| 5  | Eintracht Frankfurt | 8  | 16 |
| 6  | Lyon                | 8  | 15 |

| VT | Đội                 | ST | Đ  |
| -- | ------------------- | -- | -- |
| 1  | Lazio               | 8  | 19 |
| 2  | Athletic Bilbao     | 8  | 19 |
| 3  | Manchester United   | 8  | 18 |
| 4  | Tottenham Hotspur   | 8  | 17 |
| 5  | Eintracht Frankfurt | 8  | 16 |

Trong hành trình Europa League, Tottenham Hotspur và Manchester United đều kết thúc vòng bảng với vị trí trong nhóm 8 đội dẫn đầu bảng xếp hạng vòng phân hạng. Man Utd giành được 18 điểm, với thành tích bất bại, thắng 5 và hòa 3 sau 8 lượt trận, xếp thứ 3. Tottenham xếp ngay sau ở vị trí thứ 4 với 17 điểm, gồm 5 thắng, 2 hòa và 1 thua. Cả hai vì thế vào thẳng vòng 1/8 mà không phải qua vòng play-off. Tại vòng 1/8, Man Utd và Tottenham lần lượt chạm trán Real Sociedad và AZ Alkmaar. Man Utd đã thắng Real Sociedad chung cuộc 5–2 sau hai lượt trận, trong khi Tottenham đã lật ngược thế cờ trước AZ khi thắng với tổng tỷ số 3–2, sau khi thua 0–1 ở trận lượt đi.
Tại vòng tứ kết, Man Utd chạm trán Olympique Lyonnais, trong khi Tottenham gặp Eintracht Frankfurt. Manchester United, sau khi hòa 2–2 ở lượt đi trên sân khách, đã tạo ra màn ngược dòng "điên rồ" trong trận lượt về trên sân nhà khi ghi ba bàn trong những phút cuối của hiệp phụ để lội ngược dòng từ thế thua 2–4 thành chiến thắng 5–4. Báo chí châu Âu gọi đây là một trong những cú lội ngược dòng vĩ đại nhất trong lịch sử cúp châu Âu. Tottenham cũng giành chiến thắng 1–0 ngay trên sân của Frankfurt và 2–1 sau hai lượt trận để tiến vào bán kết.
Ở bán kết, Manchester United vượt qua đội chủ sân San Mames (nơi tổ chức trận chung kết) Athletic Bilbao với tổng tỷ số 7–1 sau hai lượt trận, thắng 3–0 trên sân khách ở lượt đi và 4–1 trên sân nhà ở lượt về. trong khi Tottenham loại "hiện tượng" Bodø/Glimt đến từ Na Uy, với chiến thắng 5–1 sau hai lượt trận.

## Thông tin trước trận đấu

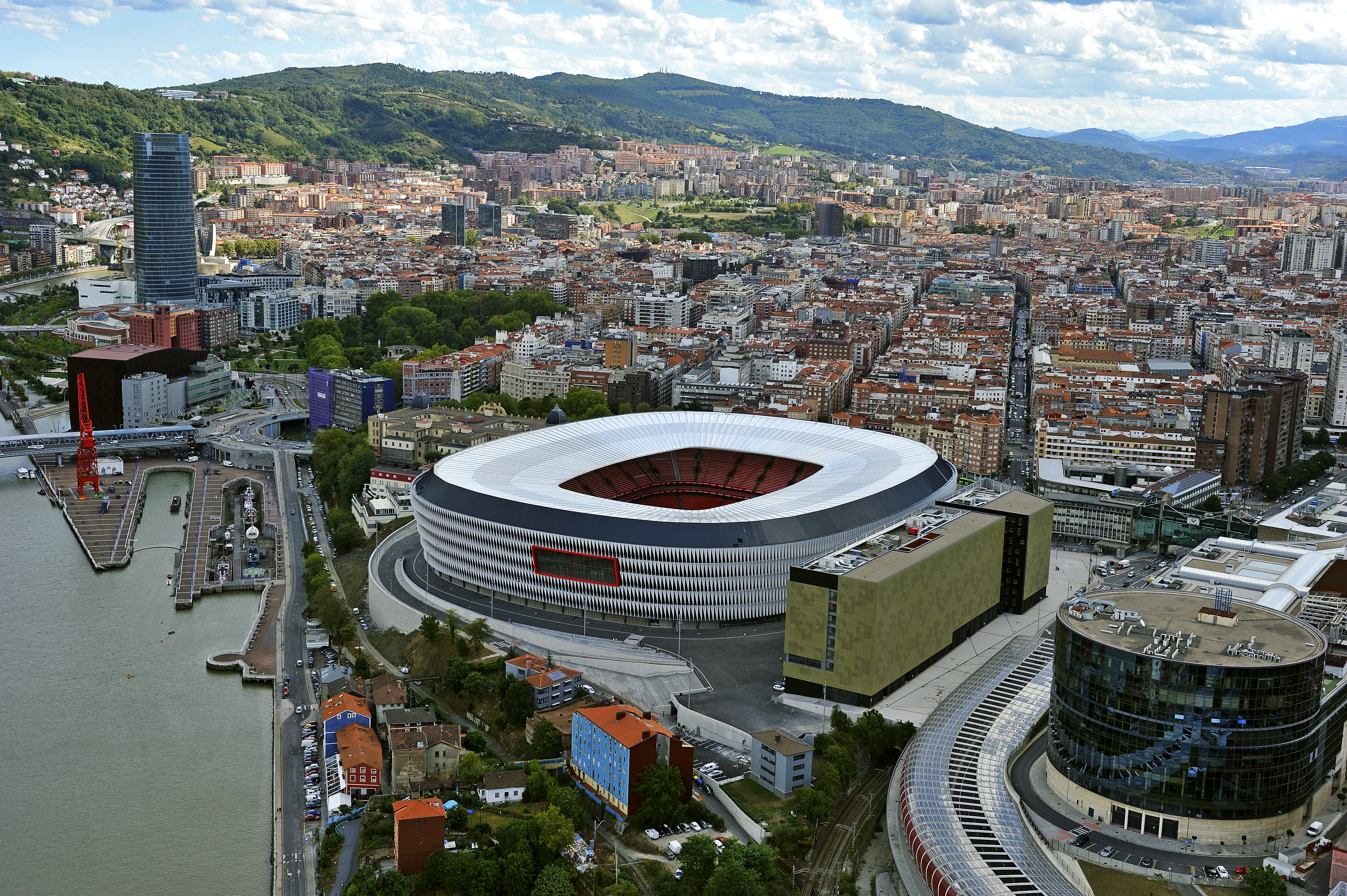
Sân vận động San Mames nơi tổ chức trận đấu

### Sân vận động
Vào ngày 16 tháng 7 năm 2021, Ủy ban điều hành UEFA đã công bố sân San Mamés tại Bilbao được trao quyền đăng cai trận chung kết UEFA Europa League 2025 và trận chung kết UEFA Women’s Champions League 2024. Quyết định này là một phần trong thỏa thuận của UEFA nhằm ghi nhận những nỗ lực và khoản đầu tư tài chính đáng kể mà thành phố Bilbao đã bỏ ra để chuẩn bị cho việc tổ chức EURO 2020, trước khi quyền đăng cai bị tước vào phút chót.

### Trọng tài
UEFA đã phân công trọng tài Felix Zwayer người Đức là trọng tài bắt chính trận chung kết Europa League năm 2025. Ông từng bị Liên đoàn bóng đá Đức treo còi 6 tháng vì một vụ dàn xếp tỷ số vào năm 2005.

## Trận đấu

### Diễn biến
Trong hiệp 1, Tottenham là đội giao bóng trước. Phút thứ 11 của trận đấu, Tottenham đã tạo ra cơ hội nguy hiểm khi hậu vệ Maguire của Man Utd chuyền hỏng, Johnson đi bóng bên cánh phải rồi căng vào nguy hiểm. Thủ môn Onana đấm bóng ra giữa vòng cấm địa, Pape Sarr đã tung cú vô lê, bóng đập trúng chân cầu thủ Man Utd bật ra. Ở tình huống đá phạt sau đó, Casemiro phá bóng không an toàn giúp Richarlison có cơ hội dứt điểm nhưng không thành công. Phút thứ 16, Man Utd có quả phạt góc, Bruno Fernandes thực hiện, thủ môn Vicario đấm bóng không tốt tạo điều kiện để Amad Diallo bình tĩnh xử lý qua người, rồi dứt điểm chân phải nhưng bóng đi chệch cột dọc. Phút 35, Diallo phải nhận thẻ vàng sau tình huống kéo áo với Udogie. Phút 42, Tottenham Hotspur vươn lên dẫn trước sau một pha tấn công bên cánh trái. Pape Matar Sarr thực hiện quả tạt vào vòng cấm, Brennan Johnson chạm bóng ở cự ly gần khiến bóng đổi hướng và lăn vào góc trái khung thành. Có thể Luke Shaw là người chạm bóng cuối cùng khiến bóng đi vào lưới.
Sang hiệp hai, Manchester United đẩy cao đội hình tìm bàn gỡ, trong khi Tottenham lùi về phòng ngự, tốc độ trận đấu chậm lại. Phút 48, Diallo tạt bóng vào vòng cấm đến vị trí của Hojlund cầu thủ người Đan Mạch có phần giật mình, trước khi đánh đầu thiếu lực và vọt xà. Một phút sau, Van de Ven phải nhận thẻ vàng sau pha phạm lỗi với Hojlund. Vài phút sau,  Richarlison phải nhận thẻ vàng khi phạm lỗi từ phía sau với Mazraoui. Ở tình huống đá phạt sau đó, Bruno Fernandes sút phạt liệng vào góc gần, Yoro cố chạm bóng nhưng thủ môn Vicario vẫn kịp đẩy ra. Phút thứ 66, Son Heung-min vào sân thay Richarlison. Chỉ ít phút sau, Man Utd có cơ hội nguy hiểm, pha đấm bóng không dứt khoát của thủ môn Vicario đưa bóng tìm đến đầu của Hojlund, nhưng Micky van de Ven đã có pha cứu thua ngoạn mục khi bay người phá bóng ngay trên vạch vôi. Sau đó, Yoro dứt điểm nhưng bóng không vượt qua các cầu thủ Tottenham. Thủ thành Guglielmo Vicario cũng tỏa sáng với hai pha cứu thua, một từ cú sút chìm từ cầu thủ vào thay người Alejandro Garnacho ở phút 74, và một cú đánh đầu từ Luke Shaw ở phút bù giờ thứ 7. Sau 7 phút bù giờ, Tottenham đã giữ vững tỷ số 1–0 và giành chiến thắng trong trận chung kết để lên ngôi vô địch. Trong cả trận, Tottenham chỉ tung ra 3 pha dứt điểm, tạo ra 115 đường chuyền cả trận nhưng chỉ 61% chuyền chính xác.

### Chi tiết
| Tottenham Hotspur | 1–0      | Manchester United |
| ----------------- | -------- | ----------------- |
| - Johnson 42'     | Chi tiết |                   |

| Tottenham Hotspur | Manchester United |

| TM               | 1  | Guglielmo Vicario   |     |     |
| HV               | 23 | Pedro Porro         |     |     |
| HV               | 17 | Cristian Romero (c) |     |     |
| HV               | 37 | Micky van de Ven    | 49' |     |
| HV               | 13 | Destiny Udogie      |     | 90' |
| TV               | 29 | Pape Matar Sarr     |     | 90' |
| TV               | 8  | Yves Bissouma       | 68' |     |
| TV               | 30 | Rodrigo Bentancur   |     |     |
| TĐ               | 22 | Brennan Johnson     |     | 78' |
| TĐ               | 19 | Dominic Solanke     |     |     |
| TĐ               | 9  | Richarlison         | 58' | 67' |
| Dự bị:           |    |                     |     |     |
| TM               | 40 | Brandon Austin      |     |     |
| TM               | 41 | Alfie Whiteman      |     |     |
| HV               | 4  | Kevin Danso         |     | 78' |
| HV               | 24 | Djed Spence         |     | 90' |
| HV               | 33 | Ben Davies          |     |     |
| TV               | 14 | Archie Gray         |     | 90' |
| TV               | 47 | Mikey Moore         |     |     |
| TĐ               | 7  | Son Heung-min       |     | 67' |
| TĐ               | 11 | Mathys Tel          |     |     |
| TĐ               | 28 | Wilson Odobert      |     |     |
| TĐ               | 44 | Dane Scarlett       |     |     |
| TĐ               | 63 | Damola Ajayi        |     |     |
| Huấn luyện viên: |    |                     |     |     |
| Ange Postecoglou |    |                     |     |     |

| TM               | 24 | André Onana         |       |     |
| HV               | 15 | Leny Yoro           |       |     |
| HV               | 5  | Harry Maguire       | 88'   |     |
| HV               | 23 | Luke Shaw           |       |     |
| TV               | 3  | Noussair Mazraoui   |       | 85' |
| TV               | 18 | Casemiro            |       |     |
| TV               | 8  | Bruno Fernandes (c) |       |     |
| TV               | 13 | Patrick Dorgu       |       | 90' |
| TĐ               | 16 | Amad Diallo         | 35'   |     |
| TĐ               | 9  | Rasmus Højlund      |       | 71' |
| TĐ               | 7  | Mason Mount         |       | 71' |
| Dự bị:           |    |                     |       |     |
| TM               | 1  | Altay Bayındır      |       |     |
| HV               | 2  | Victor Lindelöf     |       |     |
| HV               | 20 | Diogo Dalot         |       | 85' |
| HV               | 26 | Ayden Heaven        |       |     |
| HV               | 35 | Jonny Evans         | 90+2' |     |
| HV               | 41 | Harry Amass         |       |     |
| TV               | 14 | Christian Eriksen   |       |     |
| TV               | 25 | Manuel Ugarte       |       |     |
| TV               | 37 | Kobbie Mainoo       |       | 90' |
| TV               | 43 | Toby Collyer        |       |     |
| TĐ               | 11 | Joshua Zirkzee      | 84'   | 71' |
| TĐ               | 17 | Alejandro Garnacho  |       | 71' |
| Huấn luyện viên: |    |                     |       |     |
| Ruben Amorim     |    |                     |       |     |

| Cầu thủ xuất sắc nhất trận đấu: Cristian Romero (Tottenham Hotspur) Trợ lý trọng tài:' Robert Kempter (Đức) Christian Dietz (Đức) Trọng tài thứ tư:' Maurizio Mariani (Ý) Trợ lý trọng tài dự phòng' Daniele Bindoni (Ý) Trợ lý trọng tài video: Bastian Dankert (Đức) Trợ lý tổ trợ lý trọng tài video: Benjamin Brand (Đức) Hỗ trợ tổ trợ lý trọng tài video: Carlos del Cerro Grande (Tây Ban Nha) | Quy tắc trận đấu: - 90 phút. - 30 phút hiệp phụ nếu cần thiết. - Loạt sút luân lưu nếu vẫn có tỷ số hòa. - Được phép thay tối đa 5 cầu thủ, và được thay thêm 1 cầu thủ thứ sáu trong hiệp phụ. |

### Thống kê
| Chỉ số               | Tottenham Hotspur | Manchester United |
| -------------------- | ----------------- | ----------------- |
| Số bàn thắng         | 1                 | 0                 |
| Số cú sút            | 3                 | 4                 |
| Sút trúng đích       | 1                 | 1                 |
| Thủ môn cản phá      | 1                 | 0                 |
| Tỷ lệ kiểm soát bóng | 43%               | 57%               |
| Phạt góc             | 4                 | 2                 |
| Phạm lỗi             | 12                | 4                 |
| Việt vị              | 0                 | 1                 |
| Thẻ vàng             | 0                 | 1                 |
| Thẻ đỏ               | 0                 | 0                 |

| Chỉ số               | Tottenham Hotspur | Manchester United |
| -------------------- | ----------------- | ----------------- |
| Số bàn thắng         | 0                 | 0                 |
| Số cú sút            | 0                 | 11                |
| Sút trúng đích       | 0                 | 3                 |
| Thủ môn cản phá      | 3                 | 0                 |
| Tỷ lệ kiểm soát bóng | 29%               | 71%               |
| Phạt góc             | 0                 | 3                 |
| Phạm lỗi             | 10                | 6                 |
| Việt vị              | 1                 | 1                 |
| Thẻ vàng             | 3                 | 3                 |
| Thẻ đỏ               | 0                 | 0                 |

| Chỉ số               | Tottenham Hotspur | Manchester United |
| -------------------- | ----------------- | ----------------- |
| Số bàn thắng         | 1                 | 0                 |
| Số cú sút            | 3                 | 15                |
| Sút trúng đích       | 1                 | 4                 |
| Thủ môn cản phá      | 4                 | 0                 |
| Tỷ lệ kiểm soát bóng | 35%               | 65%               |
| Phạt góc             | 4                 | 5                 |
| Phạm lỗi             | 22                | 10                |
| Việt vị              | 1                 | 2                 |
| Thẻ vàng             | 3                 | 4                 |
| Thẻ đỏ               | 0                 | 0                 |

## Sau trận đấu

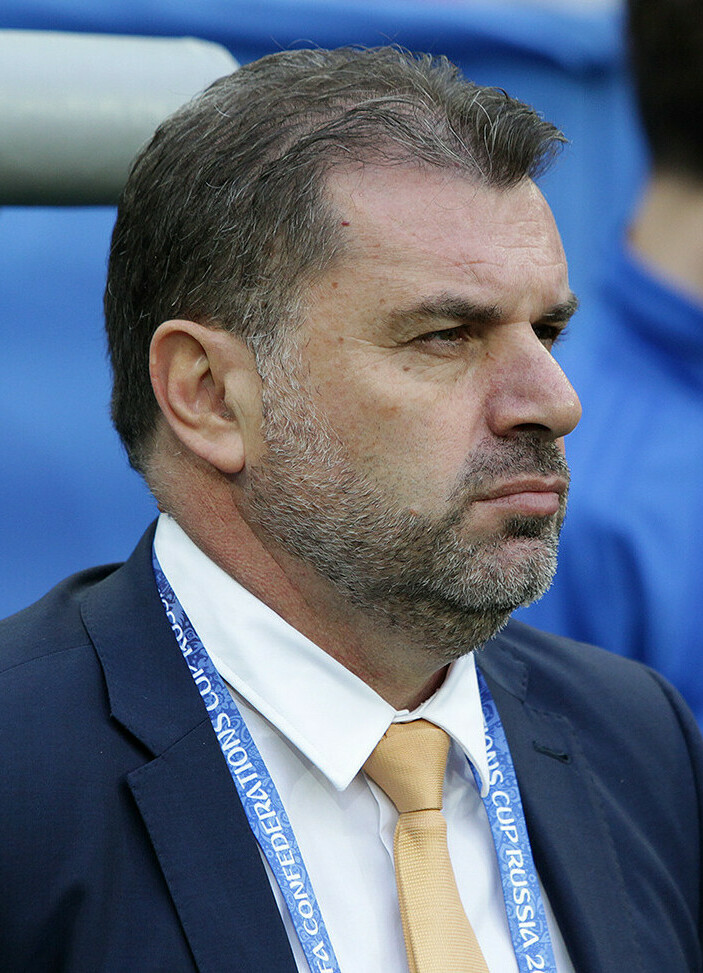
Huấn luyện viên Tottenham Ange Postecoglou giúp đội bóng giành Cúp Châu Âu đầu tiên sau 41 năm

Nhờ chiến thắng trong trận chung kết, Tottenham Hotspur đã giành được ngôi vô địch Europa League, danh hiệu lớn đầu tiên của họ sau 17 năm. Ngoài ra, đây cũng là danh hiệu châu Âu đầu tiên của Spurs sau 41 năm kể từ khi đăng quang tại Cúp UEFA 1983–84. Họ trở thành đội bóng Anh thứ 2 có 3 lần đăng quang UEFA Cup/Europa League cùng với Liverpool. Huấn luyện viên của Tottenham Ange Postecoglou cũng trở thành huấn luyện viên người Australia đầu tiên giành được danh hiệu ở cúp châu Âu. Tuy nhiên, ngay sau chức vô địch, Tottenham đã để thua 1–4 trước Brighton ở vòng hạ màn giải bóng đá Ngoại hạng Anh 2024–25, qua đó kết thúc mùa giải ở vị trí 17/20 đội, chỉ xếp trên ba đội xuống hạng, thành tích tệ nhất trong lịch sử của Spurs tại kỷ nguyên Ngoại hạng Anh. Điều này đồng nghĩa Tottenham trở thành nhà vô địch một giải đấu cúp châu Âu có thứ hạng thấp nhất đạt được tại giải vô địch quốc gia.
Với Manchester United, thất bại trong trận chung kết Europa League cũng khiến họ không thể giành quyền dự các cúp châu Âu mùa giải 2025–26. Họ cán đích ở vị trí thứ 15 chung cuộc tại giải Ngoại hạng Anh, và không thể giành bất kỳ danh hiệu nào. Sau khi mùa giải kết thúc chỉ ít ngày, Manchester United tiếp tục thua trong trận giao hữu với Các ngôi sao Đông Nam Á (ASEAN All-Stars) dù đội bóng này chỉ có 2 ngày tập hợp và tập luyện.